# تمثال ذهبي (فلم)
تمثال ذهبي (بالإنجليزية: Gold Statue) هو فيلم دراما ومغامرات وكوميديا نيجيري صدر عام 2019 من إنتاج وكتابة وإخراج المخرج المخضرم تادي أوجيدان، ومن بطولة غابرييل أفولايان وكونلي ريمي. صدر الفيلم في السابع عشر من أيّار/مايو 2019 وتلقى مراجعاتٍ إيجابيةٍ للغايةٍ من النقاد، كما رُشِّحَ للمنافسة على فئة أفضل فيلمٍ نيجيري في عام 2019 ضمن جائزة أكاديمية الفيلم الأفريقي (بالإنجليزية: Africa Movie Academy Award) عدى عن مشاركتهِ في مهرجانات سينمائيّة أخرى.

## القصّة
يبحثُ الشابان ويل (يلعبُ دوره الممثل غابرييل أفولايان) وشيك (يلعب دوره الممثل كونلي ريمي) عن كنزٍ يُدعى «التمثال الذهبي» والذي يُعتَقد أنه إله ورثه جيلهما. يُواجه الاثنانِ عددًا من المصاعب والتحديات والمِحن غير المسبوقة بل والتي لا يمكن تصورها وذلك عند محاولتهما تحديد مكان التمثال الذهبي المُفتَرض.

## طاقم التمثيل
| - غابرييل أفولايان - كونلي ريمي - ريتشارد موفي داميجو - سولا سوبوالي - كلفن إيكيدوبا | - كونلي فاول - نوربرت يونغ - علي بابا أكبوبومي - سيجون أرينزي - ريكاردو أغبور |

## الإنتاج
عاد المخرج تادي أوجيدان – وهو أيضًا الرئيس التنفيذي لشركة أو جي دي بيكتشرز (بالإنجليزية: OGD Pictures) – إلى صناعة السينما بعد غيابٍ استمرَّ ثماني سنوات. كشفَ تادي أنّ سيناريو الفيلم قد كتبهُ في عام 1991، لكنّه لم يتمكّن من حينها من تنفيذه بسبب المشاكل الماليّة قبل أن يبدأ في ذلك فعليًا بعد 28 سنة. شهد الفيلم أيضًا أول ظهور على الشاشة للممثلين المخضرمين ريتشارد موفي داميجو وسولا سوبويل معًا بعد 21 عامًا من الغياب.